# Erlbach (Oettingen)
Erlbach ist ein Gemeindeteil der Stadt Oettingen in Bayern im schwäbischen Landkreis Donau-Ries.

## Geographie
Das Dorf liegt etwas südlich des Oettinger Forstes und ist von Oettingen etwa vier Kilometer entfernt. Es wird vom Augraben, einem rechten Zufluss der Wörnitz, durchflossen. Im Ort mündet der Kuhweihergraben hinein, etwas weiter südlich der Klingenfeldgraben.
Die Kreisstraße DON 4 verläuft im Westen an dem Ort vorbei und führt zur Staatsstraße 2214 und nach Oettingen. Eine Gemeindestraße zweigt in Richtung Osten zur Staatsstraße 2221 ab.

## Geschichte
Ein auf dem benachbarten Spielberg entdecktes alamannisches Frauengrab beweist eine Besiedelung um 300 n. Chr. Die Fundstücke sind im Heimatmuseum Oettingen ausgestellt.
Die frühe Ausdehnung des Ortes ließ die Siedlungen Obererlbach (das heutige Erlbach) und Niedererlbach (heute Niederhofen) entstehen.
1987 wurde die Dorferneuerung abgeschlossen, 2002 das Feuerwehrhaus fertiggestellt.
Erlbach war eine der kleinsten Gemeinden im Ries. 1972 wurde es im Zuge der Gemeindegebietsreform zusammen mit seinem Ortsteil Breitenlohe nach Oettingen eingegliedert. Die ehemals selbstständige Gemeinde führte ein Wappen.
Die evangelische Gemeinde ist dem Pfarramt Ehingen angegliedert. Das Dorf ist noch überwiegend landwirtschaftlich geprägt.